# مهدي الجبوري
مهدي محمد صالح الشيخ قاسم الجبوري (1928– 16 نوفمبر 2015) هو خطاط عراقي، خط العملة العراقية المُتداولة، بالإضافة إلى أنه خط هوية الأحوال الشخصية لعبد الكريم قاسم، وكتب على العَمارة الجديدة لجامع عبد القادر الجيلاني.

## نبذة
وُلد مهدي الجبوري عام 1928م، في قضاء الرميثة- السماوة جنوب غرب العراق. في عام 1954 أسس مكتبة دار الخط العربي، وهو أحد الأعضاء المؤسسين لجمعية الخطاطين العراقيين عام 1974. من أبرز تلامذته طه البستاني وروضان بهية

## وفاته
توفي بمستشفى اليرموك في العاصمة العراقية بغداد، بعد صراع مع المرض عن عمر ناهز الـ87 عاماً.